# فيروس حمض نووي ريبوزي

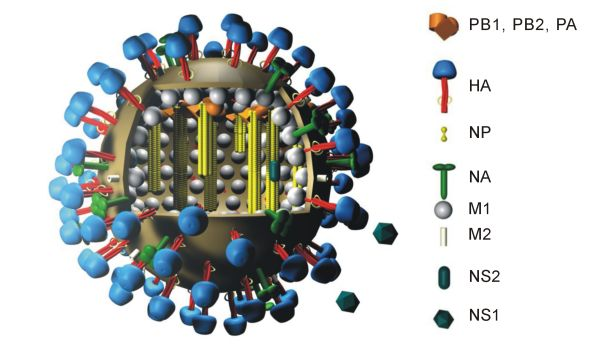

فيروس الحمض النووي الريبوزي (بالإنجليزية: RNA virus)‏ هي الفيروسات التي مادتها الوراثية عبارة عن الحمض النووي الريبوزي (حمض النووي الريبي). هذا الحمض النووي عادةً مايكون اٍيجابي ذو الحمض النووي الريبوزي أحادي السلسلة (ssRNA) ولكن قد يكون ذو الحمض النووي الريبوزي ثنائي السلسلة (dsRNA) اللجنة الدولية لتصنيف الفيروسات تصنف فيروسات الحمض النووي الريبوزي مثل تلك التي تنتمي للمجموعة III، المجموعة IV والمجموعة V في تصنيف بلتيمور ولا تأخذ بعين الاعتبار فيروسات الدنا التي تمر مرحلياً كفيروسات الحمض النووي الريبوزي. الأمراض البشرية البارزة التي تسببها فيروسات الحمض النووي الريبوزي تشمل السارس، الإنفلونزا والتهاب الكبد الفيروسي ج وشلل الأطفال وفيروس الإيدز.

## الخصائص

### الفيروس حمض نووي ريبوزي مفرد السلسلة والاتجاه
يمكن تصنيف فيروسات الحمض النووي الريبوزي وفقًا لاتجاه أو قطبية حمضها النووي إلى موجبة أو سالبة أو ثنائية الاتجاه. يشبه الحمض النووي الريبوزي الفيروسي موجب الاتجاه الحمض النووي الريبوزي الرسول؛ وبالتالي يُترجم مباشرةً بواسطة الخلية المضيفة بينما يكون الحمض النووي الريبوزي سالب الاتجاه مكملًا للحمض النووي الريبوزي الرسول لذا يجب تحويله إلى رنا موجب الاتجاه بواسطة بوليميراز الحمض النووي الريبوزي المعتمدة على الحمض النووي الريبوزي قبل ترجمته. على هذا النحو يمكن للحمض النووي الريبوزي المُستَخلَص من الفيروس موجب الاتجاه أن يسبب إنتان، لكنه سيكون أقل عدوى من كامل جسيم الفيروس، بينما لا يسبب الحمض النووي الريبوزي المُستَخلَص من الفيروس سالب الاتجاه إنتانًا بحد ذاته؛ فهو يحتاج لنسخه وتحويله إلى حمض نووي ريبوزي موجب الاتجاه. وفي هذا الشأن، يمكن نسخ كل فيريون إلى العديد من الأحماض النووية الريبوزية موجبة الاتجاه. تُشابه فيروسات الحمض النووي الريبوزي ثنائية الاتجاه فيروسات الحمض النووي الريبوزي سالب الاتجاه باستثناء أنها تترجم جينات الشريط السالب فقط.

### فيروسات رنا مزدوجة السلاسل
تُمثِّل فيروسات الحمض النووي الريبوزي مزدوجة السلاسل مجموعة متنوعة من الفيروسات تختلف عن بعضها من حيث المضيف (البشر والحيوانات والنباتات والفطريات والجراثيم) وعدد قطع الجينوم (واحد إلى اثني عشر) وتنظيم الفيروسات (رقم التثليث وعدد طبقات القفيصة والشوكات والأبراج، إلخ..). يشمل أعضاء هذه المجموعة ما يلي: فيروسات الروتا، وهي السبب الأكثر شيوعًا لالتهاب المعدة والأمعاء عند الأطفال الصغار؛ وفيروسات بيكورنا التي تعد أكثر الفيروسات شيوعًا في عينات براز البشر والحيوانات مع أو بدون علامات الإسهال. يعد فيروس اللسان الأزرق أحد العوامل الممرضة المهمة اقتصاديًا لتأثيره على الأبقار والأغنام. في السنوات الأخيرة، أحرز الباحثون تقدم في معرفة تركيب بعض القفيصات والبروتينات الفيروسية الرئيسية للعديد من فيروسات رنا مزدوجة السلاسل على المستويين الذري ودون النانوي، مما سلط الضوء على أوجه التشابه المهمة في بنية وعمليات تضاعف العديد من هذه الفيروسات.

### معدلات التحور
تمتلك فيروسات الحمض النووي الريبوزي فرصة أكبر للتعرض لطفرات مقارنةً بفيروسات الحمض النووي الريبوزي منقوص الأكسجين بسبب افتقار بوليميراز الحمض النووي الريبوزي قدرة التصحيح الموجودة في بوليميراز الدنا. وفي الواقع، هذا أحد أسباب صعوبة الوصول إلى لقاح فعال ضد الأمراض التي تسببها فيروسات الحمض النووي الريبوزي؛ فالتنوع هو قوتهم. تملك الفيروسات القهقرية أيضًا معدل تحور مرتفع على الرغم من اندماج وسيط الحمض النووي الخاص بها ضمن جينات المضيف (بالتالي يخضع لتدقيق الحمض النووي للمضيف فور اندماجه) بسبب الأخطاء التي تحدث أثناء النسخ العكسي لشريطي الدنا قبل الاندماج. تكون بعض جينات فيروسات الحمض النووي الريبوزي مهمة لدورات التكاثر الفيروسي؛ وبالتالي تكون الطفرات في هذه المنطقة غير مسموحة. على سبيل المثال: تكون المنطقة التي تشفر البروتين اللبي محفوظة بشدة في جينوم فيروس التهاب الكبد سي، لأنها تحوي موقع دخول الريبوزوم الداخلي.

## التضاعف
تُقسِّم اللجنة الدولية فيروسات الحمض النووي الريبوزي إلى ثلاث مجموعات مختلفة استنادًا إلى الجينوم الخاص بها وطريقة تضاعفها.
- تحتوي فيروسات الحمض النووي الريبوزي مزدوج السلسلة (المجموعة الثالثة) من واحد إلى اثني عشر جزيئة مختلفة من جزيئات الحمض النووي الريبوزي، ويرمز كل منها لبروتين فيروسي أو أكثر.
- يكون جينوم فيروسات الحمض النووي الريبوزي مفرد السلسلة موجب الاتجاه (المجموعة الرابعة) مصمم مباشرةً للعمل كحمض نووي ريبوزي رسول؛ إذ تترجمه ريبوسومات المضيف إلى بروتين واحد يُعدَّل بواسطة البروتينات الفيروسية والمضيفة ليُشكِّل البروتينات المختلفة الضرورية للتضاعف. ومن هذه البروتينات: بوليميراز الرنا المعتمد على الرنا الذي ينسخ الحمض النووي الريبوزي الفيروسي معطيًا الشكل المضاعف مزدوج السلسلة الذي يقود بدوره إلى تشكيل الحمض النووي الريبوزي الفيروسي الجديد.
- يجب أن يُنسخ جينوم فيروسات الحمض النووي الريبوزي مفرد السلسلة سالب الاتجاه (المجموعة الخامسة) من قبل بوليميراز الرنا المعتمد على الرنا لتشكيل الحمض النووي الريبوزي موجب الاتجاه. أي يجب أن يرافق الفيروس سالب الاتجاه بوليميراز الرنا المعتمد على الرنا ليحوله إلى موجب الاتجاه، ثم يلعب هذا الأخير دوره كحمض نووي ريبوزي رسول يُترجَم من قبل ريبوسومات المضيف إلى بروتينات.

على الرغم من امتلاك الفيروسات القهقرية (المجموعة السادسة) لجينوم رنا مفرد السلسلة، لكنها لا تعتبر فيروسات رنا بشكل عام، كونها تستخدم وسائط الدنا للتكاثر؛ إذ يحول أنزيم النسخ العكسي للحمض النووي الريبوزي الفيروسي نفسه إلى سلسلة مكملة للدنا تُنسَخ لإنتاج جزيئة مزدوجة السلسلة من الدنا الفيروسي، وبعد اندماج هذه الجزيئة ضمن جينوم المضيف عن طريق أنزيم الاندماج، سيؤدي التعبير عن الجينات المشفرة إلى تشكيل فيروسات جديدة.

## إعادة التركيب
تكون العديد من فيروسات الحمض النووي الريبوزي قادرة على إعادة التركيب الجيني عند وجود جينومين فيروسيين على الأقل ضمن نفس الخلية المضيفة، ويبدو أن هذه الميزة تمثل قوة دافعة في تحديد هندسة الجينوم ومسار التطور الفيروسي في فيروسات البيكورنا ذات الحمض النووي الريبوزي مفرد السلسلة موجب الاتجاه (كالفيروسات السنجابية). يتجنب جينوم الفيروسات القهقرية ذات الحمض النووي الريبوزي مفرد السلسلة موجب الاتجاه كفيروس العوز المناعي البشري الضرر أثناء النسخ العكسي من خلال أحد أشكال إعادة التركيب وهو التحويل السلسلي. تحدث إعادة التركيب أيضًا في الفيروسات التنفسية المعوية اليتيمة ذات الحمض النووي الريبوزي مزدوج السلسلة والفيروسات المخاطية القويمة ذات الحمض النووي الريبوزي مفرد السلسلة سالب الاتجاه (كفيروس الإنفلونزا) والفيروسات التاجية ذات الحمض النووي الريبوزي مفرد السلسلة موجب الاتجاه (كالسارس). تمثل إعادة تركيب فيروسات الحمض النووي الريبوزي أحد أشكال التكيف التي تعاملت مع الضرر الذي قد يلحق بالجينوم. قد تحدث هذه العملية بشكل نادر في الفيروسات الحيوانية من نفس النوع لكن بسلالات متباعدة. ويمكن للفيروسات الناتجة عن إعادة التركيب أن تسبب تفشي العدوى بين البشر.